# Parorsidis ceylanica
Parorsidis ceylanica är en skalbaggsart som beskrevs av Stefan von Breuning 1982. Parorsidis ceylanica ingår i släktet Parorsidis och familjen långhorningar.
Artens utbredningsområde är Sri Lanka. Inga underarter finns listade i Catalogue of Life.